# Vilkka Wahl
Vilkka Wahl (* 1978 in Turku) ist ein finnischer Jazzmusiker (Gitarre, Komposition).

## Leben und Wirken
Wahl, er in einer Musikerfamilie aufwuchs, studierte zunächst am örtlichen Konservatorium in Turku und später an der Polytechnischen Hochschule Stadia in Helsinki. Nach einem Austauschjahr an der Universität für Musik und darstellende Kunst Graz 2005 zog er 2008 nach Graz zurück, um an derselben Universität ein Masterstudium zu absolvieren.
Dann zog Wahl nach Wien, wo er seine Karriere als freiberuflicher Musiker begann; er trat mit John Abercrombie, Ain Agan, Karlheinz Miklin, Heinrich von Kalnein und Stjepko Guti auf. In Finnland spielte Wahl mit Musikern wie Severi Pyysalo, Manuel Dunkel, Kasperi Sarikoski und Osmo Ikonen sowie mit dem Turku Philharmonic Orchestra. Er hat auch als Theatermusiker am Stadttheater Turku gearbeitet und war an der Planung des Live-Musikprogramms des örtlichen Café Tiirikkala beteiligt. 
Mit seinem Quintett, zu dem der Tenorsaxophonist Jure Pukl gehörte, legte Wahl 2017 bei Eclipse Music das Album Nebula vor. 2024 veröffentlichte er mit Quasicrystal bei Unit Records das erste Album seiner Band Kaiho, dem neben Pukl Kari Ikonen (Klavier), Ivar Roban Krizic (Kontrabass) und Jonatan Sarikoski (Schlagzeug) angehören. Weitere Alben entstanden mit Korento und dem * Tobias Hoffmann Jazz Orchestra. Daneben ist er als Gitarrendozent am Vienna Music Institute tätig.
Wahl wurde 2017 beim Turku Jazz Festival als „Artist of the Year“ ausgezeichnet.